# Bunkai
Bunkai (分解) is een trainings- en analysetechniek uit de Japanse vechtsporten.
De techniek wordt uitgevoerd door een leerling met behulp van een of twee partners. Een kata (bewegingsreeks) wordt hierbij opgedeeld in afzonderlijke bewegingen. De leerling voert telkens een van deze deelbewegingen uit, daarna laten de partners verschillende antwoorden zien op deze beweging, bijvoorbeeld verschillende verdedigingen of tegenaanvallen. Hierdoor krijgt de leerling een beter inzicht in het nut van deze beweging, en van de kata als geheel.